# Bunker Hill, Illinois
Bunker Hill là một thành phố thuộc quận Macoupin, tiểu bang Illinois, Hoa Kỳ. Năm 2010, dân số của thành phố này là 1774 người.

## Dân số
Dân số qua các năm:
- Năm 2000: 1801 người.
- Năm 2010: 1774 người.